# Whitehouse (musikgrupp)
Whitehouse var ett brittiskt band som bildades under det sena 1970-talet och lade grunden för power electronics-grenen inom noisemusiken. Gruppen har haft en skiftande uppsättning under årens lopp, med William Bennett som den enda fasta medlemmen. Whitehouse är kända för sin extremt aggressiva musikstil och för sina kontroversiella texter där gruppen bland annat hyllar både historiska och nutida seriemördare.

## Historia
William Bennett hade under större delen av 70-talet varit medlem i new wavebandet Essential Logic. Hans intresse för att skapa en mer aggressiv form av elektronisk musik ledde till att han hoppade av Essential Logic och bildade Whitehouse 1978, då tillsammans med Paul Reuter och Peter McKay.
Det dröjde fram till 1980 innan debutalbumet Birthdeath Experience släpptes. Skivan karaktäriserades av sina distade ljudmattor, total avsaknad av takt och melodi, höga frekvenser och knappt hörbara texter som uteslutande handlade om sex och våld. På 1981 års album Erector hade dessa element konsoliderats till bandets karakteristiska power electronics-sound. I samband med Erector inleddes också samarbetet med Nurse With Wound-frontmannen Steve Stapleton, och de båda grupperna spelade tillsammans in artistsamarbetet The 150 Murderous Passions.
Paul Reuter och Peter McKay hade nu ersatts ett flertal gånger av bland andra Steve Stapleton, Glenn Michael Wallis och Andrew Mackenzie. 1983 lämnade Kevin Tompkins Sutcliffe Jügend för att bli en del av Whitehouse. I samma veva begav sig bandet ut på en USA-turné tillsammans med Peter Sotos, som sedan länge beundrat bandet. Vid turnéns slut återvände de till England och tog upp en fjärde medlem: Philip Best. Tillsammans spelade de in 1983 års första album Right To Kill.
Turnén som följde kom att ge Whitehouse ett rykte om att vara ett av de mest offensiva och aggressiva banden någonsin. Deras fans fick ofta erfara att de kom till konserterna på egen risk. Flera spelningar avslutades med slagsmål och misshandel, polisrazzior och fullständigt kaos.
Efter släppet av Great White Death tog det däremot stopp. Flera skivaffärer vägrade att sälja deras album, de förbjöds att spela live i England, Peter Sotos ställdes inför rätta för barnpornografibrott. William Bennett flyttade till Spanien. Philip Best åkte hem till USA och bildade ett nytt band, Ramleh.
Dock bara fem år senare var de tillbaka igen. William Bennett hade under sin tid i Spanien skrivit på albumet Thank Your Lucky Stars tillsammans med David Tibet från Current 93.
Efter en tid kom Peter Sotos och Philip Best tillbaka till bandet, och den klassiska uppsättningen av Whitehouse höll i sig till och med 1998 då Peter Sotos valde att lämna bandet på grund av problem med de interna relationerna. Han valde att istället publicera sin bokserie Peter Sotos Pornography. Bennett avslutade Whitehouse 2008, för att koncentrera sig på sitt bandprojekt Cut Hands.

## Diskografi

### Studioalbum
- Birthdeath Experience (1980)
- Total Sex (1980)
- Erector (1981)
  -     1. "Erector" (7:08)
    2. "Shitfun" (6:09)
    3. "Socratisation Day" (7:05)
    4. "Avisodomy" (6:17)
- Dedicated To Peter Kürten (1981)
- Buchenwald (1981)
- New Britain (1982)
- Psychopathia Sexualis (1982)
- Right To Kill (1983)
- Great White Death (1985)
- Thank Your Lucky Stars (1990)
- Twice Is Not Enough (1992)
- Never Forget Death (1992)
- Halogen (1994)
- Quality Time (1995)
- Mummy And Daddy (1998)
- Cruise (2001)
- Bird Seed (2003)
- Asceticists 2006 (2006)
- Racket (2007)

### Livealbum
- Tokyo Halogen (1995)

### Samlingsalbum
- Cream of The Second Coming (1990)
- Another Crack of The White Whip (1991)

### Singlar
- "Thank Your Lucky Stars / Sadist" (1988)
- "Still Going Strong / Ankles And Wrists" (1991)
- "Dictator" (1995)
- "Just Like A Cunt" (1996)
- "Wriggle Like A Fucking Eel" (2003)